# Cultural y Deportiva Leonesa
A Cultural y Deportiva Leonesa é um clube de futebol da Espanha. Sua sede fica na cidade de León.

## Títulos
- Campeonato Espanhol - 2ª Divisão: 1955-54
- Campeonato Espanhol - 3ª Divisão : 1998/99
- Campeonato Espanhol - 4ª Divisão: 1928/29, 1959/60, 1967/68, 1970/71, 1973/74, 1985/86, 1994/95
- Eliminou Atlético de Madrid da Copa Del Rey